# 皮蒂乌萨火山口
皮蒂乌萨火山口（Pityusa Patera）是火星希腊撞击盆地西南南海区内的一座火山，中心坐标位于南纬66.8度、西经323.1度，该地区通常被称为环希腊火山区。这座低矮的火山有一个直径约230公里的破火山口，最高点位于火星基准面以上2000多米处，其名称取自一处古典反照率特征名。

## 地理和地质
皮蒂乌萨火山口位于火星上最古老熔岩平原的典型区域-马莱阿平原以西，东临马莱阿火山口，西侧则是皮蒂乌萨峭壁。皮蒂乌萨火山口的准确年代尚未确定，但整个地区的地质龄约为38到36亿年前，从东往西年龄不断增加，因此，根据哈特曼和诺伊库姆的火星地质龄年表，皮皮蒂乌萨火山口甚至可能在37亿年前的赫斯珀里亚纪之前就已停止活动了，这也解释了这座极古老的火山为何几乎未受到侵蚀切割的原因。